# Comunicação interativa
Comunicação interativa é a interação entre um meio publicitário e o seu público-alvo através da tecnologia, geralmente a Internet.
Com a evolução da tecnologia, e influenciado pela internet, também se evoluiu a forma de pensar a comunicação.
A internet propôs um formato baseado em três pontos fundamentais: relacionamento, interatividade e não-linearidade. Sendo assim, muitas pessoas que estão familiarizadas com este meio, e ainda mais aqueles que já nasceram neste meio, não se satisfazem com aquele tipo de comunicação sequencial, que obriga ter contato com o que não se quer para depois atingir o conteúdo desejado.
Pensar a comunicação interativa é pensar nestes três pontos fundamentais, sendo assim, o profissional não precisa limitar-se e dedicar seus esforços somente para a internet. É possível trabalhar a comunicação interativa nos diversos meios de comunicação (rádio, televisão, celular e outros), mas é impossível executá-la sem ter como suporte a tecnologia.
É importante que o profissional de comunicação saiba quais são as tecnologias em vigência e acompanhar as que estão por vir, pois não existem mais formatos pré-definidos, tudo será baseado no conhecimento e perspicácia do profissional, nas mais diversas áreas da comunicação.
Alguns exemplos de comunicação interativa:
- Em um cinema o público poderá escolher a seqüência das cenas / situações, utilizando o celular como ponto de interação.

- Um bar que oferece internet sem fio (wireless), no qual a primeira página que o cliente visualizará será o cardápio com as mais diversas opções e ainda com vários brindes virtuais (emoticons, avatares para jogos e fóruns, wallpapers, ringtones etc.)

- Quando anunciada determinada ação, uma empresa poderá usufruir da tecnologia de bluetooth, presente em vários celulares e notebooks.

Mas existe também o outro lado da situação, a preocupação com a invasão de privacidade, disseminação de vírus e adaptação ao público-alvo.
Conhecer o público-alvo, acompanhá-lo e obter o feedback de todas ações são essenciais para estabelecer a comunicação interativa ou comunicação em redes. Para trabalhar com comunicação interativa é necessário entender sobre hipertexto e não-linearidade.
Pierre Lévy, em seus vários livros nos transmite seu pensamento sobre a não-linearidade da informação provocada pelas tecnologias em fundamento ao hipertexto. Para ele, nesse contexto de constante evolução o conteúdo não eliminado, mas reinventado. Por isso, percebe-se que hoje, vários meios de comunicação estão em processo de repensar sua função, pois com a internet o conteúdo tornou-se extensível, vai além do sentido estrito do meio, porém isso não implica na morte dos tradicionais, mas talvez em sua reestruturação de pensamento e, consequentemente, de atuação.